# Borowiec (Końskie)
Pour les articles homonymes, voir Borowiec.
Borowiec est une localité polonaise de la gmina de Gowarczów, située dans le powiat de Końskie en voïvodie de Sainte-Croix.